# Linaria (fugl)
 For alternative betydninger, se Linaria. (Se også artikler, som begynder med Linaria)
Linaria er en slægt af fugle i familien finker, der er udbredt i Europa, Asien og Afrika. Slægten er foreslået at omfatte visse af de fugle, der traditionelt placeres i slægten Carduelis, men på grund af ny viden om deres afstamning bør placeres i egen slægt.

## Arter
De fire arter i slægten Linaria:
- Tornirisk, Linaria cannabina
- Bjergirisk, Linaria flavirostris
- Yementornirisk, Linaria yemenensis
- Somalitornirisk, Linaria johannis